# Iben Tinning
Iben Tinning, née le 4 février 1974 à Copenhague, est une golfeuse danoise

## Palmarès

### Solheim Cup
- Membre de l'équipe européenne lors des éditions 2002, 2003, 2005
- Choix de la capitaine pour la Solheim Cup 2007

### Circuit Européen
- 2002 Ladies Irish Masters, La Perla Italian Open
- 2005 Open de Espana Femenino, BMW Ladies Italian Open, Nykredit Masters